# L’Eliana
L'Eliana (spanisch La Eliana) ist eine Gemeinde in der spanischen Provinz Valencia. Sie befindet sich in der Comarca Camp de Túria.

## Geografie
Das Gemeindegebiet von L'Eliana grenzt an das der folgenden Gemeinden: Paterna, La Pobla de Vallbona, Riba-roja de Túria und San Antonio de Benagéber, welche alle in der Provinz Valencia liegen.

## Demografie
| 1960  | 1970  | 1981  | 1990  | 2000   | 2010   | 2020   |
| ----- | ----- | ----- | ----- | ------ | ------ | ------ |
| 1.502 | 2.356 | 4.697 | 7.805 | 13.087 | 16.738 | 18.362 |

## Persönlichkeiten
- Concepción Montaner (* 1981), Weitspringerin